# Robert Kišerlovski
Robert Kišerlovski (ur. 9 sierpnia 1986 w Čačaku) – chorwacki kolarz szosowy, zawodnik profesjonalnej grupy Team Katusha-Alpecin.
Jego największym dotychczasowym sukcesem jest zwycięstwo w Giro dell’Appennino w 2010 roku. Specjalizuje się w jeździe w górach.

## Najważniejsze osiągnięcia
2007
- 1. miejsce w GP Palio del Recioto

2008
- 3. miejsce w Tour de Slovénie

2009
- 4. miejsce w Settimana Coppi e Bartali

2010
- 10. miejsce w Giro d’Italia
  - 1. miejsce na 4. etapie (jazda druż. na czas)
- 1. miejsce w Giro dell’Appennino

2011
- 6. miejsce w Giro del Trentino

2012
- 7. miejsce w Vuelta a Catalunya
- 3. miejsce na 5. etapie Vuelta al País Vasco
- 5. miejsce w La Flèche Wallonne
- 3. miejsce w mistrzostwach Chorwacji (start wspólny)

2013
- 1. miejsce w mistrzostwach Chorwacji (start wspólny)

2014
- 7. miejsce w Tirreno-Adriático
- 10. miejsce w Volta a Catalunya
- 10. miejsce w Giro d’Italia

## Starty w Wielkich Tourach
| Grand Tour | 2009 | 2010 | 2011 | 2012 | 2013 | 2014 | 2015 | 2016 |
| ---------- | ---- | ---- | ---- | ---- | ---- | ---- | ---- | ---- |
| Giro       | -    | 10.  | 43.  | -    | 15.  | 10.  | -    | -    |
| Tour       | -    | -    | -    | DNF  | -    | -    | -    | 58.  |
| Vuelta     | DNF  | -    | 18.  | -    | 17.  | -    | -    | DNF  |